# さつまいもキャラメル
さつまいもキャラメルは、鹿児島県鹿児島市に本社を置くセイカ食品が製造、販売しているキャラメルの商品名である。2022年（令和4年）10月からは新たなパッケージで販売。
第23回「全国菓子大博覧会」の最高賞である名誉総裁賞を受賞。

## 概要
生産量が日本一の鹿児島産サツマイモを、セイカ食品独自の製造法により、硬い食感のキャラメルではない、しっとり柔らかでふくよかな食感で、サツマイモの風味が詰まった、とろりした甘さの味わいに仕上げられたキャラメル。サツマイモを使用したキャラメル商品の姉妹品共々、配合の約3分の1を占める、たっぷり使用したサツマイモペーストに甘薯（）のデンプンを加え、九州産の生乳から作られた加糖脱脂練乳やバターをふんだんに使用し、国内製造の水飴、含蜜糖、砂糖、黒砂糖、難消化性デキストリンなどの原材料と練り合わせ、蒸気釜でじっくり煮詰めて一粒一粒作られており、食物繊維もたっぷり含んでいる。包み紙には馬鈴薯（）や甘薯のデンプンでできているシートの軟質オブラートを使用しているため、包み紙のオブラートごと食べられる。
1969年（昭和44年）に、「妹っ子（）」という商品名で販売。昭和40年代は、兄弟が何人もいる家庭も多い時代であり、妹をねんねこ半纏でおんぶして世話をする女の子の光景を元に「いもっこ」というキャラクターを作ったうえで商品名として採用し、「いもっこ」の博多人形と噴火した真っ赤な桜島がデザインされたキャラメル箱で売り出され、「いもっこ～」というCMも放送された。1988年（昭和63年）には、商品の特徴がよりわかりやすいようにと、材料や味は変えず商品名だけを「さつまいもキャラメル」に変更。
パッケージデザインは、2008年（平成20年）開催の「かごしまデザインコンペ2008」において、鹿児島県内在住者を対象にした企業課題部門への応募者の中から、デザイン大賞を過去最年少の23歳という若さで受賞した中村麻佑のデザインが使用され、そのデザインは当初パソコンのみで作成したものの、綺麗すぎると思い直し、食べ物も手作りのほうが素朴で美味しそうだからと、手作業でちぎり絵を組み合わせ制作され、パッケージ隅には、島津氏の家紋である丸に十文字を模した図柄に、菓子の「菓」という文字をデフォルメした図柄が重なったマークと、「登録商標」の文字が組み合わさったロゴが、トレードマークとして表記された。2022年（令和4年）10月からは、サツマイモの写真がデザインされたパッケージデザインに変更。
一般的なものは、ポケットサイズのキャラメル箱に14粒入りで販売され、鹿児島県内の他、九州を中心とした日本全国の小売店、コンビニエンスストア、キヨスクなどで販売。2022年（令和4年）からは、縦型ピロー袋の平袋パッケージでも販売されている。また、鹿児島県内の小売店や東京等にある鹿児島県のアンテナショップでは、8粒×4箱や14粒×5箱など、何箱かが更に大きい箱に入った大箱も販売。姉妹品であるボンタンアメや兵六餅と一緒に、各々8粒×4個入りの大箱詰による3種類詰め合わせセットの「トリオ」や、各々8粒入りの箱での3種類詰め合わせセット「ミニトリオ」も販売されているほか、鹿児島県限定の詰め合わせセット「薩摩五菓撰」にも入っている。「ミニトリオ」は、敬老の日用に高齢者の男女と子供の男女がデザインされ感謝の言葉が添えられたパッケージの「敬老の日ミニトリオ」のほか、NHK大河ドラマ『西郷どん』が放送される前年の2017年（平成29年）からは、可愛らしくデフォルメされた西郷隆盛とその愛犬ツンがデザインされた「西郷さんミニトリオ」としても販売され、2019年（令和元年）からは鹿児島のご当地キャラクターであるぐりぶーに加え、その妻と7匹の子も含めた家族全員がデザインされた「ぐりぶーミニトリオ」としても、数量限定で販売された。1990年代頃には「さっつまいもキャラメル～」というCMソングで、鹿児島県や宮崎県のテレビやラジオでCMが放送された。
1988年（昭和63年）には、かごしまの味フードプラザ実行委員会が主催する「さつまいも食品コンクール」で優秀賞を受賞。1989年（平成元年）には、鹿児島県県産品愛用運動推進協議会が主催する第6回「ふるさと産業創意工夫製品コンクール」食料品部門で優秀賞を受賞。1998年（平成10年）には、お菓子のオリンピックとも呼ばれており、4月24日から5月17日の24日間、岩手県盛岡市の岩手産業文化センターで行われた第23回「全国菓子大博覧会」の意匠部門において、最高賞である名誉総裁賞を受賞した。
ちなみに、2000年（平成12年）2月にセイカ食品は薩摩酒造などと共同で、長期保存なども視野に入れたサツマイモの新しい加工生産システムを研究する会社を設立している。
「さつまいもキャラメル」という同じ商品名のキャラメルは他社からも販売されており、福岡県飯塚市の筑豊製菓からも2015年（平成27年）から同名の商品が全国販売されているほか、2011年（平成23年）8月23日には森永製菓からも同名の商品が全国販売されていた。
セイカ食品が製造販売する、さつまいもキャラメルには実質的な後継商品である安納芋キャラメルも含め、様々な姉妹品が存在する。

## 姉妹品
さつまいもキャラメルには、ボンタンアメ、兵六餅など様々な姉妹品があり、どの姉妹品も原材料に国内製造の水飴が使用されオブラートに包まれ、商品自体の柔らかい食感も似ているが、サツマイモの品種を使用したキャラメルの姉妹品には以下の商品がある。
安納芋キャラメル
鹿児島県種子島産の安納芋を66%使用したサツマイモペーストを使用。2020年（令和2年）9月から2023年（令和5年）頃まで、縦型ピロー袋の平袋パッケージで販売された。2021年（令和3年）3月からは、8粒小箱×4個詰の箱タイプ、むらさきいもソフトキャラメルとの各々14粒入りの箱での「さつまいもペア」、鹿児島県限定の6種類セット「薩摩六菓撰」など、詰め合わせセットでも販売。2022年（令和4年）頃までは、ボンタンアメや兵六餅との各々8粒×4個入りの大箱詰によるセットの「トリオ」や、各々8粒入りの箱での3種類セット「ミニトリオ」各種としても販売された。
むらさきいもソフトキャラメル
赤ワイン等で広く知られるポリフェノールの一種であるアントシアニンや、ビタミンC、食物繊維を多く含んでいる鹿児島産の紫芋である知覧紫を50%使用したサツマイモペーストに、バター、国内製造の水飴、砂糖、加糖脱脂練乳、難消化性デキストリン、ミルクカルシウム、カルシウムの吸収性を向上させる働きもあるトレハロースなどの原材料を練り合わせ、じっくり煮詰めて作られた、食物繊維やカルシウムがたっぷりの、食品素材の機能性に着目した身体に優しい、あっさりした上質な甘味のキャラメル。2002年（平成12年）8月から2023年（令和5年）頃まで販売された。14粒入り。鹿児島県限定の詰め合わせセット「薩摩六菓撰」にも入っている。
2002年（平成12年）には、鹿児島県農產物加工推進懇話会が主催の、第14回「さつまいも食品コンクール」新商品部門の優秀賞を受賞。2008年（平成20年）には、4月18日から5月11日の24日間、兵庫県姫路市の姫路城や姫路公園で行われた、第25回「全国菓子大博覧会」において、農林水産大臣賞を受賞した。
紅いもキャラメル
沖縄県限定。沖縄県産の紅芋である、ちゅら恋紅を25％使用した、さつまいもペーストが入ってる。1998年（平成10年）11月から販売。
鳴門金時キャラメル
四国限定。徳島県産の鳴門金時を50%使用した、さつまいもペーストを使用。1999年（平成11年）11月から2019年（令和元年）頃まで販売。
モンブランキャラメル
栗パウダーとバターに、生の白餡、含蜜糖、加糖脱脂練乳を加え、洋菓子のモンブランをイメージした上品な甘さと、なめらかな口どけが特徴のキャラメル。この商品については原材料にサツマイモのペーストは使用されていない。秋冬限定。2022年（令和4年）8月から販売。ロフトで買いたいグミの人気投票を行うグミアワードの「ロフトグミウィーク2022秋」にもエントリーされた。